# Pedro Sancristóval Murua
Pedro Sancristóval Murua (Usúrbil, Guipúzcoa, 1932-San Sebastián, 6 de octubre de 2022) fue un académico, crítico de arte español. Fue concejal de cultura de la Diputación Foral de Álava, miembro de la Real Academia de la Lengua Vasca y director general de Cultura del Gobierno de Aragón.

## Biografía
Nació en Usúrbil, una población cercana a San Sebastián, en 1932. Tras licenciarse en Filosofía y Letras en la Universidad de Zaragoza, aprobó la oposición a funcionario de carrera de la institución foral. Fue profesor de Historia del arte, crítico de arte, académico de Euskaltzaindia y director del Museo de Bellas Artes de Álava (1987).
Formó parte, como diputado de Cultura (1999-2003), del primer Ejecutivo foral alavés no nacionalista, presidido por Ramón Rabanera. Aunque formó parte del Ejecutivo del dirigente del Partido Popular, lo hizo como independiente. Anteriormente fue director del servicio de museos de la Diputación de Álava. Miembro de Euskaltzaindia, empleó exclusivamente la lengua vasca en la jura de su cargo.
Como concejal de Cultura de la Diputación de Álava, y junto al diputado general Cayetano Ezquerra y Pascual Jover, intervino en la génesis de la colección del museo Artium, una compilación de arte español contemporáneo desde los años setenta en la que figuran obras de Joan Miró, Salvador Dalí o Pablo Picasso. También intervino decisivamente en el nacimiento del Festival de Jazz de Vitoria, cuyas dos primeras ediciones fueron apadrinadas por la Diputación Foral Alavesa en su etapa como titular de Cultura; y en el Festival Internacional de Teatro de Vitoria.
Casado y con dos hijos (uno ya fallecido), residió entre Vitoria, Zaragoza y San Sebastián. Tenía los títulos nobiliarios de Conde de Isla y Marqués del Risco.